# O mie
O mie (dal romeno: un migliaio) è un singolo della cantante moldava Aliona Moon pubblicato nel 2013.
Il brano è stato scritto da Iuliana Scutaru e composto da Pasha Parfeni.

## Video musicale
Il video musicale ufficiale di presentazione del singolo è stato pubblicato il 3 maggio 2013 sul canale ufficiale YouTube dell'Eurovision Song Contest.

## Partecipazione all'Eurovision Song Contest
Dopo aver preso parte al melodie pentru Europa 2013, metodo di selezione nazionale moldavo per l'Eurovision Song Contest, con la versione in inglese (A Million, ossia: un milione) il brano è stato selezionato per rappresentare la Moldavia all'Eurovision Song Contest 2013 di Malmö, in Svezia.
Sorteggiata per la partecipazione nella prima semifinale, la cantante si è esibita 12ª, classificandosi al 4º posto e avanzando verso la finale, in cui, esibendosi 3ª, ha raggiunto l'11º posto.

## Tracce
1. O mie – 3:03
2. A Million (versione in inglese) – 3:03